# USS Fairfax (DD-93)
USS Fairfax (DD-93) — эскадренный миноносец типа «Викс».

## История строительства
Заложен на судоверфи ВМФ в Мер-Айленде, Вальехо, Калифорния 10 июля 1917 года, спущен на воду 15 декабря 1917 года, крёстная мать — Х. Джордж. 6 апреля 1918 года эсминец вступил в состав американского флота.

## Служба

### В США
6 июня 1918 года DD-93 перешёл в Хэмптон-Роудс для эскортирования конвоев из Ньюпорт-Ньюс. Эскортировал до пунктов встречи с французскими и английскими эскортными силами войсковые транспорты, прикрывал конвои, следовавшие между портами восточного побережья США. 16 октября 1918 покинул Хэмптон Родс для сопровождения конвоя с войсками во французский порт Брест. 18 октября отделился от конвоя для спасения 86 оставшихся в живых пассажиров торпедированного американского парохода «Люсия». 27 октября прибыл в Брест, где приступил к патрулированию и эскортированию судов стран Антанты. 3 декабря посетил Азорские острова для встречи и сопровождения транспорта № 3018 «Джордж Вашингтон», доставившего на мирную конференцию президента США Вудро Вильсона. 9 января 1919 года корабль вернулся в Норфолк. После окончания Первой мировой войны эскадренный миноносец служил у Восточного побережья США и в Карибском море. В мае 1919 года его отправили к Азорским островам для обеспечения первого трансатлантического перелёта гидросамолётов, организованного флотом США. 19 июня 1922 года USS Fairfax был выведен в Филадельфии из эксплуатации и переведён в резерв.
В мае 1930 года корабль был выведен из резерва и в течение двух лет участвовал в практических плаваниях для обучения резервистов, базируясь при этом в Ньюпорте (Род-Айленд) и Камдене (Нью-Джерси).

### В СССР
Бывший Ричмонд был зачислен в состав Советского флота под именем Живучий 24 августа 1944. 17 августа 1944, Живучий в составе эскадры вышел навстречу конвою JW 59. Конвой был атакован немецкими подводными лодками, но 25 августа достиг Советского Союза. 22-23 ноября Живучий сопровождал конвой BK 38 из 6 транспортов и 3 танкеров, следовавших из Архангельска в Мурманск. В начале декабря 1944, Живучий был атакован немецкой субмариной U-295 с использованием акустической торпеды T5. Торпеда прошла мимо цели, в ответ субмарина была атакована Живучим и Деятельным. 
6 декабря, Живучий среди других Советских кораблей был отправлен на усиление эскорта конвоя JW 62, прибывшего в Советский Союз 7 декабря. Прежде чем ответный конвой RA 62 был отправлен, Советский флот отправил соединение эсминцев, в том числе Живучий, атаковать подводные лодки, занявшие позиции на входе в Кольский залив. В последовавшем бою 9 декабря Живучий был атакован подлодкой U-997, но смог уклониться от атаки. Советские источники утверждают, что в этом бою Живучий протаранил и потопил другую субмарину, U-387; другие авторы приписывают эту победу английскому фрегату HMS Bamborough Castle, использовавшему глубинные бомбы. 
Современные российские исследователи полагают, что потопление U-387 действительно произведено английским фрегатом, а Живучий в этот день действительно атаковал и таранил подлодку U-1163: описание боя по бортовым журналам «Живучего» и U-1163 совпадает, включая и подтверждение немцами факта тарана. От тарана немецкая лодка получила повреждения, была вынуждена прервать боевой поход и с трудом дошла до базы для ремонта.
3-5 января 1945, Советский конвой BK 41 из четырнадцати судов шёл из Архангельска в Мурманск. Живучий был частью эскорта изначально, 4 января эскорт был усилен, и конвой в полном составе достиг цели. 7 января, Живучий был в составе эскорта конвоя JW 63. 8 грузовых судов шли из Кольского залива в Молотовск. 16 января Живучий был в составе прикрытия Советского конвоя KB 1, шедшего из Кольского залива в Белое море. 21 и 24 января Живучий с другими эсминцами отслеживал подводные лодки между Иоканьгой (Гремихой) и Колой. 5 февраля Живучий эскортировал Советский конвой BK 2 из Архангельска в Мурманск. 11 февраля эсминец присоединился к эскорту конвоя JW 64 из 15 грузовых судов, следующих в Белое море. 16 Февраля Живучий с другими кораблями отогнал немецкие подводные лодки, собравшиеся у входа в Кольский Залив. 21-25 марта Живучий был в составе эскорта конвоя RA 65 из Архангельска в Баренцево море. 
24 июня 1949 Советский Союз вернул корабль Великобритании, где он был продан на металлолом в июле того же года.